# Villa Finedal

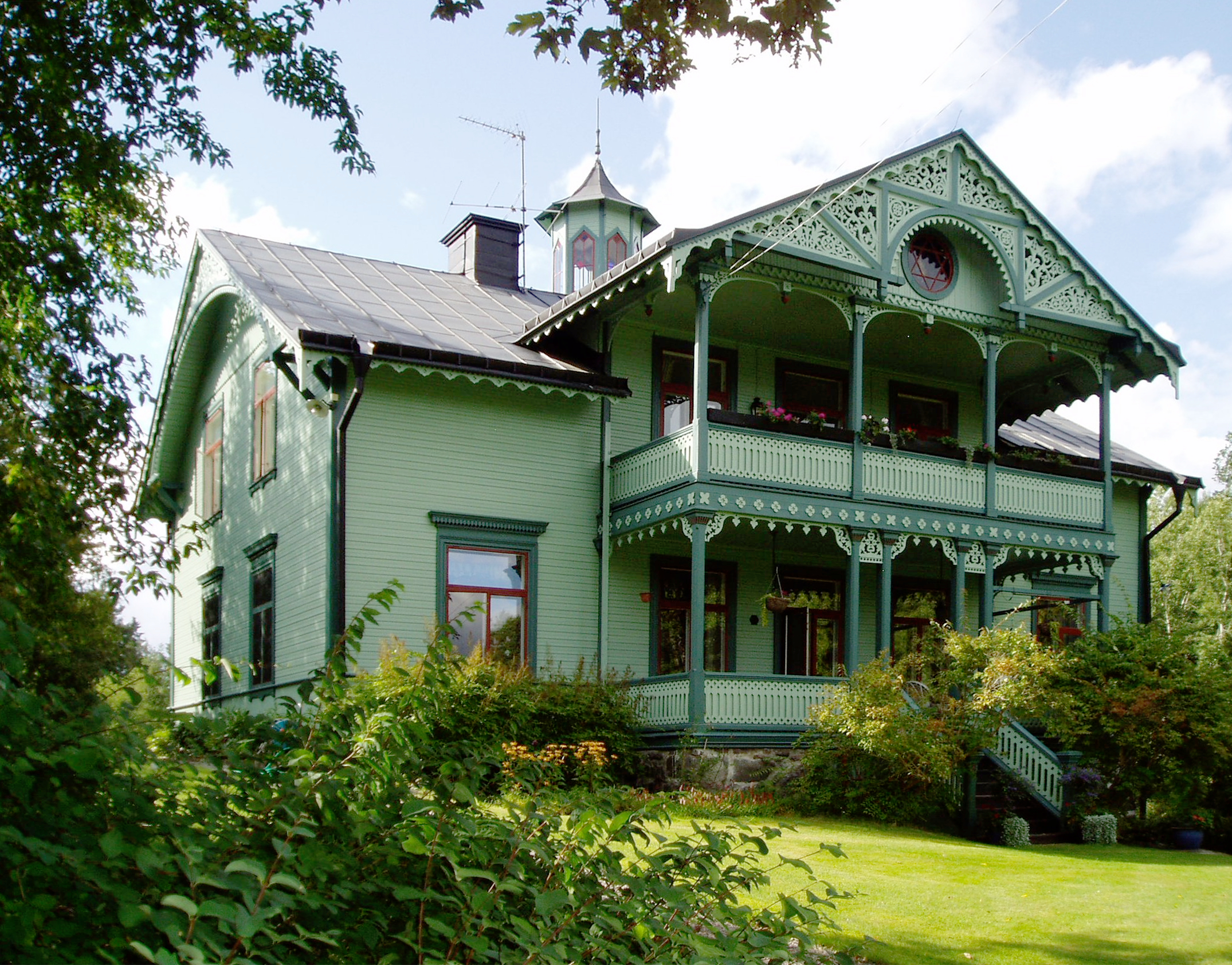
Villa Finedal i augusti 2011.

Villa Finedal är en kulturhistoriskt värdefull byggnad belägen vid slutet av Finedalsvägen i kommundelen Stockby i Lidingö kommun. Villan uppfördes 1886 som sommarresidens åt fyrverkaren Adolf Rickard Törner. Byggnaden ägs privat och syddas sedan 1979 som enskilt byggnadsminne.

## Historik

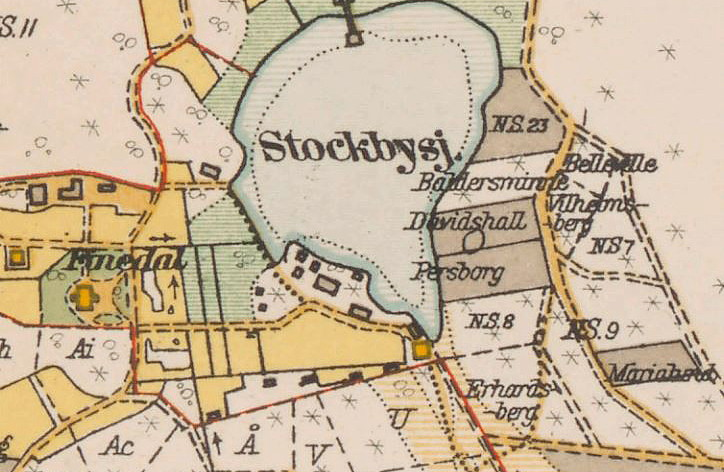
Villorna kring Stockbysjön, 1917.

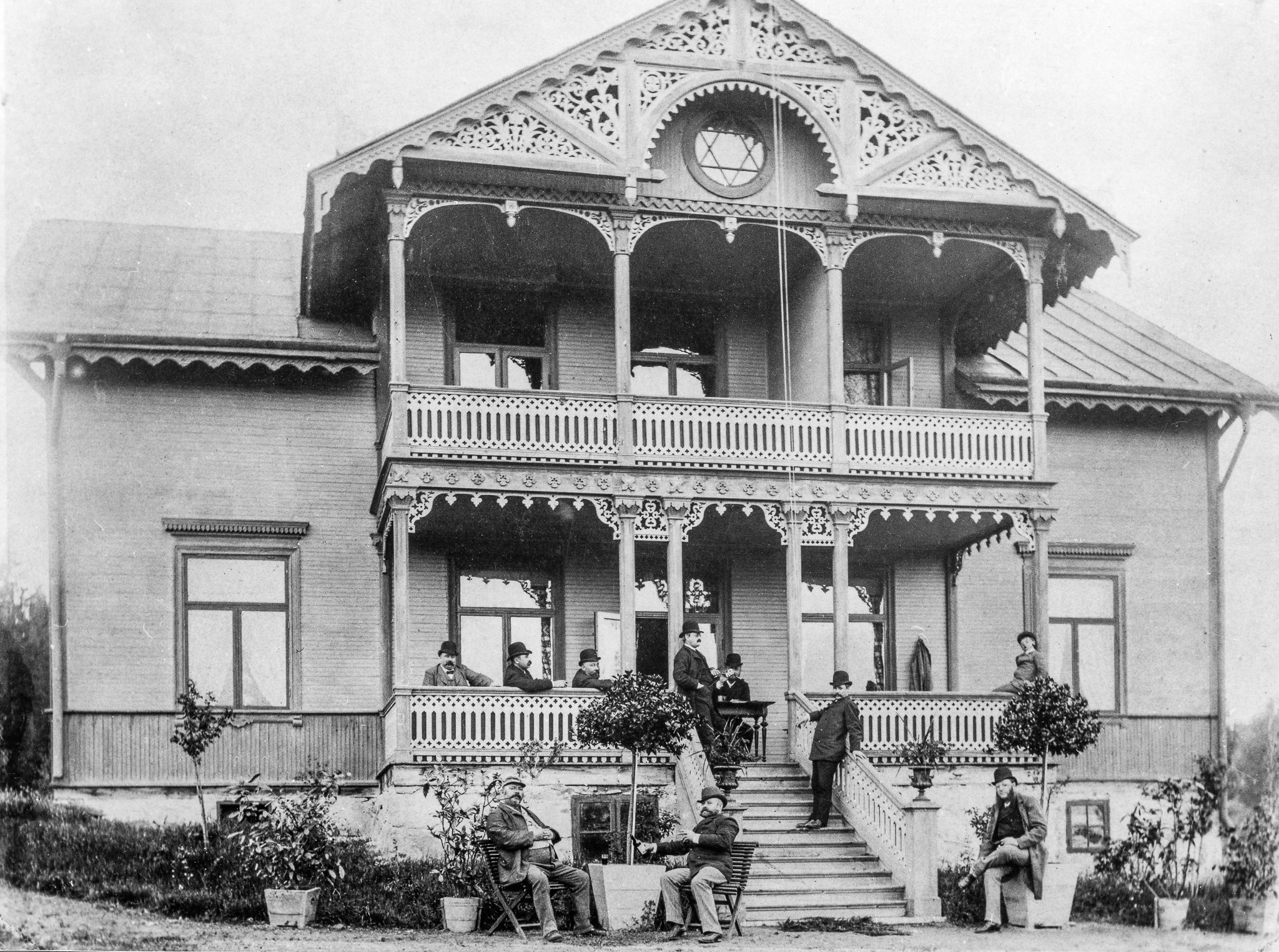
Finedal i nybyggd skick 1886.

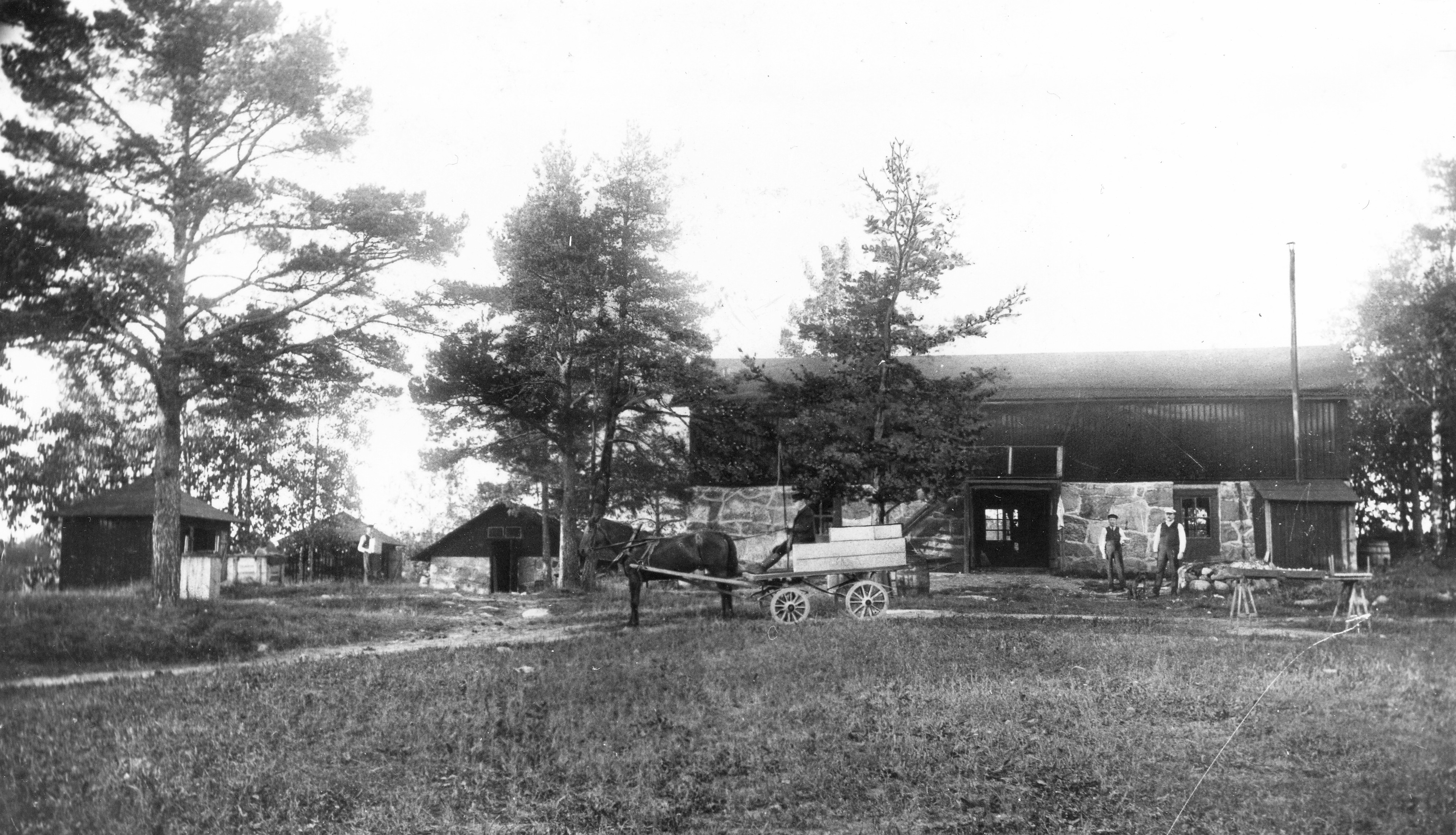
Laboratoriet slutet av 1800-talet.

Törner var bosatt på Ladugårdslandet i Stockholm. Huset som numera disponeras som kontor av Sveriges Radios Berwaldhallen, kallas allmänt Törnerska villan. I slutet av 1870-talet sökte Törner sig till Lidingö, där han var engagerad i den tidiga sommarnöjeskulturen kring Gångsätra gård. 
Villan vid västra sidan om Stockbysjön uppfördes 1886 i schweizerstil med veranda i två våningar och rikliga lövsågerier. Finedal hörde till Stockholmstraktens mest utsmyckade trävillor med torn och dubbla verandor. Ursprungligen var verandorna öppna, de glasades dock in vid 1800-talets slut. På västra sidan har byggnaden ett sexkantigt torn med utsiktsplattform.
Finedal var till en början uthyrd till sommargäster. Men när Törner 1893 började tillverka fyrverkeripjäser i sitt närbelägna fyrverkerilaboratorium blev Finedal familjens permanenta bostad. Villan ägdes från början av svärsonen men ägarskapet överfördes till Törners hustru, Josefina, som även namngav villan efter sitt förnamn. Senare lät Törner även uppföra tre sommarvillor i närbelägna Trasthagen för sina döttrar. Den trädgårdsintresserade Törner lät anlägga några större driv- och växthus. Till sin hjälp hade han  trädgårdsarbetare som var bosatta i närheten. Finedal var i familjen Törners ägo fram till 1970-talet.
Nästan alla förändringar som byggnaden genomgick under åren återställdes vid en restaurering mellan 1980 och 1985. Villans panel är nu åter grönmålad och den stora verandan i två våningar som tidvis var inglasad är åter öppen. Några scener i Svenska Ords film Äppelkriget från 1971 spelades in vid Finedal.

### Törnets fyrverkerifabrik
Törners produktionsbyggnader för fyrverkeripjäser som ligger mellan villan och Stockbysjön ingår inte i byggnadsminnet men de betecknas av kommunen som kulturminne. Av anläggningen kvarstår idag en verkstad, ett laboratorium, tre krutbodar och flera grundmurar. Även dessa hus renoverades 1985.